# Michael Miksits
 Michael Erich Miksits (* 25. September 1981 in Güssing) ist ein ehemaliger österreichischer Fußballspieler.
In der Jugend spielte Michael Miksits beim SV Olbendorf und wurde im BNZ Burgenland ausgebildet. Ab 1999 stand er in der Folge bei zahlreichen Landesligisten und Regionalligisten unter Vertrag, spielte so beim SC Eisenstadt (1999–00, 2001–02), SV Güssing (2000–01), SV Mattersburg II (2002–03), FC Lustenau 07 (2004), First Vienna FC 1894 (2004–05) und als Leihspieler beim SV Schwechat (2005–2006).
Im Sommer 2006 wechselte Michael Miksits zum deutschen Zweitligisten SpVgg Unterhaching, kam dort aber nur zu einer einzigen Einwechslung in der 89. Minute. Dennoch fand er im Anschluss daran ein erstes Engagement bei einem österreichischen Profiklub im September 2007 wechselte er zum FC Kärnten. Am Ende der Saison 2007/08 wechselte er zum SC-ESV Parndorf 1919. Nachdem er dort ebenfalls seinen Vertrag aufgelöst hatte, wechselte er nach nur einem halben Jahr im Jänner 2009 zum 1. Wiener Neustädter SC. Nach den Stationen TSV Hartberg und FC Pasching heuerte er im Frühjahr 2011 beim FC Blau-Weiß Linz an, wo er in der Relegation für die Erste Liga im entscheidenden Auswärtsspiel bei der WSG Swarovski Wattens das die Heimniederlage egalisierende 1:0 erzielte. Im Elfmeterschießen konnten die Linzer schließlich doch noch den Aufstieg fixieren.
Im Februar 2012 wurde bei Miksits ein Blutgerinnsel in der Lunge festgestellt, der Spieler musste deshalb einige Monate pausieren. Trotzdem wurde sein Vertrag bereits im Mai desselben Jahres verlängert.